# Ralph F. Gates
Ralph Fesler Gates, född 24 februari 1893 i Columbia City, Indiana, död där 28 juli 1978, var en amerikansk republikansk politiker. Han var Indianas guvernör 1945–1949.
Gates avlade juristexamen vid University of Michigan och deltog därefter i första världskriget. Efter kriget var han aktiv medlem i veteranorganisationen American Legion. Innan han blev guvernör hade han varit ordförande för republikanerna i Indiana.
Gates efterträdde 1945 Henry F. Schricker som guvernör och efterträddes 1949 av företrädaren Schricker. Han avled år 1978 och gravsattes på Greenhill Cemetery i Columbia City.